# AKKS
Amatørernes Kunst & Kultur Samråd (AKKS) er en dansk paraplyorganisation for landsdækkende og regionale kunst- og kulturorganisationer på amatørniveau.
1958 stiftedes Fællesrådet for aktive sang- og musikamatører i Danmark. Dette fællesråd blev dog ikke den samlende faktor for amatørmusikken i Danmark, men i stedet for al amatørkulturvirksomhed, da det 1974 ved et samarbejde mellem især Arne Aabenhus, DATS, og Johan Bentzon, DAOS, blev til Samrådet for Amatørkor, -orkestre og -teatre. Fra 1998 med navnet Amatørernes Kunst & Kultur Samråd (AKKS).
Formænd: 1994-2003 Helge Birck Pedersen; fra 2003 Villy Dall. Sekretariatsleder er siden 2010 Susan Fazakerley.
AKKS's formål er ved kunst- og kulturbestemte aktiviteter og initiativer at styrke det frivillige foreningsarbejde som led i den folkelige oplysning.
Det kan bl.a. ske ved: at styrke amatørkulturens udbredelse og udvikling; at styrke samarbejdet mellem organisationerne; at skabe dialog mellem amatører og professionelle; at skabe kontakt mellem praktikere og forskere; at samordne og koordinere fælles interesser over for offentlige instanser; at skabe kulturpolitisk debat; at koordinere amatørkulturens aktiviteter på tværs af faggrænser og med beslægtede kulturorganisationer/samråd/netværk m.m.; at tage del i internationalt samarbejde under tilsvarende formål og organisationsform.
AKKS er bl.a. medlem af AMATEO - det europæiske netværk for kulturelle aktiviteter.
Som medlemmer af AKKS optages landsdækkende organisationer, repræsenterende foreninger, der på amatørniveau beskæftiger sig med kunst- og kulturbestemte udtryksformer.
Bestyrelsen kan endvidere efter ansøgning beslutte at inddrage institutioner, organisationer, foreninger eller enkeltpersoner i Samrådets arbejde, selvom disse ikke lever op til kravet om at være landsdækkende organisationer eller repræsenterende foreninger. 
Ved positiv behandling optages ansøgeren som associeret medlem i AKKS. Associerede medlemmer har ikke stemmeret på det årlige repræsentantskabsmøde og kan ikke stille op til bestyrelsen, men behandles i øvrigt på lige fod med Samrådets medlemmer og kan deltage i alle Samrådets aktiviteter.
AKKS modtager årligt driftsstøtte fra Kulturministeriet.
Organisationens hjemmeside: http://www.akks.dk Arkiveret 26. oktober 2020 hos  Wayback Machine
Engelsksproget gennemgang af amatørkultur i Danmark: http://www.culturalpolicies.net/web/denmark.php?aid=841 Arkiveret 14. juni 2012 hos  Wayback Machine